# 不屈の野獣
『不屈の野獣』（ふくつのやじゅう）は、大藪春彦のハードボイルド短篇集。

## 伊達邦彦の職業
短編集『優雅なる野獣』収録の「連隊旗奪還作戦」にてついに英国秘密諜報部員を退職した伊達邦彦は、引き続きトラブル・シューターとして日本で活躍する。

## 収録作品
- 狂気の征服者 - 旧題「不屈の野獣」。
- 謀略の果て
- スパイ狩り

## 刊行履歴
- 1971年、秋田書店より『不屈の野獣』刊行。
- 1989年、徳間書店より『不屈の野獣』刊行。
- 1997年、光文社文庫、より刊行。